# Lea Antonoplis
Lea Antonoplis (née le 20 janvier 1959 à West Covina) est une joueuse de tennis américaine, professionnelle du milieu des années 1970 à 1991. Elle a également joué sous le nom de Lea Antonoplis-Inouye.
Elle s'est essentiellement illustrée dans les épreuves de double dames, remportant quatre titres WTA en douze finales. En simple, sa performance la plus significative en Grand Chelem est un 4e tour atteint en 1977 à Wimbledon.

## Palmarès

### Titre en simple dames
Aucun

### Finales en simple dames
| No | Date       | Nom et lieu du tournoi                  | Catégorie | Dotation | Surface      | Vainqueure      | Score    |          |
| -- | ---------- | --------------------------------------- | --------- | -------- | ------------ | --------------- | -------- | -------- |
| 1  | 23-08-1976 | Tennis Week Open, Orange                |           | 60000 $  | Terre (ext.) | Marise Kruger   | 6-3, 6-2 | Parcours |
| 2  | 08-02-1982 | Avon Futures of California, Bakersfield | Futures   | 40 000 $ | Dur (ext.)   | Sabina Simmonds | 6-2, 6-1 | Parcours |

### Titres en double dames
| No | Date       | Nom et lieu du tournoi                    | Catégorie      | Dotation | Surface         | Partenaire     | Finalistes                      | Score         |          |
| -- | ---------- | ----------------------------------------- | -------------- | -------- | --------------- | -------------- | ------------------------------- | ------------- | -------- |
| 1  | 13-08-1979 | Player’s International Toronto            | Colgate Series | 35 000 $ | Dur (ext.)      | Diane Evers    | Chris O'Neil Mimi Wikstedt      | 2-6, 6-1, 6-3 | Parcours |
| 2  | 07-02-1983 | Ginny of Indianapolis Indianapolis        |                | 50 000 $ | Moquette (int.) | Barbara Jordan | Rosalyn Fairbank Candy Reynolds | 5-7, 6-4, 7-5 | Parcours |
| 3  | 14-02-1983 | Ginny of Hershey Hershey                  |                | 50 000 $ | Moquette (int.) | Barbara Jordan | Sherry Acker Ann Henricksson    | 6-3, 6-4      | Parcours |
| 4  | 06-10-1986 | Taipei International Championships Taïwan |                | 50 000 $ | Moquette (int.) | Barbara Gerken | Gigi Fernández Susan Leo        | 6-1, 6-2      | Parcours |

### Finales en double dames
| No | Date       | Nom et lieu du tournoi                 | Catégorie  | Dotation  | Surface         | Vainqueures                      | Partenaire         | Score         |          |
| -- | ---------- | -------------------------------------- | ---------- | --------- | --------------- | -------------------------------- | ------------------ | ------------- | -------- |
| 1  | 02-01-1978 | Avon Futures of San Diego San Diego    | Futures    | 20 000 $  | Dur (int.)      | Bunny Bruning Rayni Fox          | Valerie Ziegenfuss | 3-6, 7-6, 6-2 | Parcours |
| 2  | 11-02-1980 | Avon Futures of Toronto Toronto        | Futures    | 25 000 $  | Dur (int.)      | Marjorie Blackwood Pam Whytcross | Kim Jones          | 3-6, 7-6, 6-3 | Parcours |
| 3  | 07-11-1983 | Ginny Championships Honolulu           |            | 100 000 $ | Moquette (int.) | Rosalyn Fairbank Candy Reynolds  | Barbara Jordan     | 5-7, 7-5, 6-3 | Parcours |
| 4  | 30-07-1984 | Virginia Slims of Newport Newport (RI) | VS Tour C3 | 150 000 $ | Gazon (ext.)    | Alycia Moulton Paula Smith       | Beverly Mould      | 7-5, 7-6      | Parcours |
| 5  | 25-02-1985 | Virginia Slims of Pennsylvania Hershey |            | 75 000 $  | Moquette (int.) | Mary Lou Piatek Robin White      | Wendy White        | 6-4, 7-6      | Parcours |
| 6  | 09-12-1985 | Nutri-Metics Open Auckland             |            | 50 000 $  | Gazon (ext.)    | Anne Hobbs Candy Reynolds        | Adriana Villagrán  | 6-1, 6-3      | Parcours |
| 7  | 27-07-1987 | California State Championships Aptos   |            | 50 000 $  | Dur (ext.)      | Kathy Jordan Robin White         | Barbara Gerken     | 6-1, 6-0      | Parcours |
| 8  | 02-11-1987 | Virginia Slims of Arkansas Little Rock |            | 75 000 $  | Dur (ext.)      | Mary Lou Daniels Robin White     | Barbara Gerken     | 6-2, 6-4      | Parcours |
| 9  | 11-04-1988 | Suntory Japan Open Tokyo               | Tier V     | 100 000 $ | Dur (ext.)      | Gigi Fernández Robin White       | Barbara Gerken     | 6-1, 6-4      | Parcours |
| 10 | 18-07-1988 | OTB Open Schenectady                   | Tier V     | 50 000 $  | Dur (ext.)      | Ann Henricksson Julie Richardson | Cammy MacGregor    | 6-3, 3-6, 7-5 | Parcours |

## Parcours en Grand Chelem

### En simple dames
| Année | Open d'Australie (janvier) | Open d'Australie (janvier) | Internationaux de France | Internationaux de France | Wimbledon       | Wimbledon           | US Open         | US Open             | Open d'Australie (décembre) | Open d'Australie (décembre) |
| 1974  | -                          | -                          | -                        | -                        | -               | -                   | 1er tour (1/32) | Sue Mappin          | n/a                         | n/a                         |
| 1976  | -                          | -                          | -                        | -                        | 3e tour (1/16)  | Martina Navrátilová | 3e tour (1/16)  | Beth Norton         | n/a                         | n/a                         |
| 1977  | -                          | -                          | -                        | -                        | 4e tour (1/8)   | Sue Barker          | 1er tour (1/64) | Betty Stöve         | -                           | -                           |
| 1978  | n/a                        | n/a                        | -                        | -                        | 1er tour (1/64) | Kerry Reid          | -               | -                   | -                           | -                           |
| 1979  | n/a                        | n/a                        | -                        | -                        | 2e tour (1/32)  | Sylvia Hanika       | 2e tour (1/32)  | Sylvia Hanika       | -                           | -                           |
| 1980  | n/a                        | n/a                        | -                        | -                        | 1er tour (1/64) | Betty Stöve         | 2e tour (1/32)  | Pam Teeguarden      | -                           | -                           |
| 1981  | n/a                        | n/a                        | -                        | -                        | 2e tour (1/32)  | Tracy Austin        | 1er tour (1/64) | Elise Burgin        | 2e tour (1/16)              | Jo Durie                    |
| 1982  | n/a                        | n/a                        | -                        | -                        | 1er tour (1/64) | Tanya Harford       | 1er tour (1/64) | Vicki Nelson        | 1er tour (1/32)             | Anne Smith                  |
| 1983  | n/a                        | n/a                        | 1er tour (1/64)          | Catarina Lindqvist       | 1er tour (1/64) | Petra Delhees       | 1er tour (1/64) | Carling Bassett     | 1er tour (1/32)             | Camille Benjamin            |
| 1984  | n/a                        | n/a                        | 1er tour (1/64)          | Susan Mascarin           | 1er tour (1/64) | Sophie Amiach       | 1er tour (1/64) | Martina Navrátilová | 2e tour (1/16)              | Steffi Graf                 |
| 1985  | n/a                        | n/a                        | -                        | -                        | 1er tour (1/64) | Virginia Wade       | 1er tour (1/64) | Linda Gates         | 1er tour (1/32)             | Manuela Maleeva             |
| 1986  | n/a                        | n/a                        | -                        | -                        | 1er tour (1/64) | Tine Scheuer-Larsen | 1er tour (1/64) | Melissa Gurney      | n/a                         | n/a                         |
| 1987  | 1er tour (1/64)            | Betsy Nagelsen             | -                        | -                        | -               | -                   | -               | -                   | n/a                         | n/a                         |
| 1988  | 3e tour (1/16)             | Céline Cohen               | -                        | -                        | -               | -                   | -               | -                   | n/a                         | n/a                         |
| 1989  | 2e tour (1/32)             | Catarina Lindqvist         | -                        | -                        | -               | -                   | -               | -                   | n/a                         | n/a                         |

À droite du résultat, l’ultime adversaire.

### En double dames
| Année | Open d'Australie (janvier)    | Open d'Australie (janvier)  | Internationaux de France  | Internationaux de France | Wimbledon                     | Wimbledon                  | US Open                       | US Open                     | Open d'Australie (décembre)     | Open d'Australie (décembre) |
| 1976  | -                             | -                           | -                         | -                        | -                             | -                          | 1er tour (1/32) Sally Greer   | Rayni Fox K. Kuykendall     | n/a                             | n/a                         |
| 1977  | -                             | -                           | -                         | -                        | 1er tour (1/32) Anne Smith    | Kerry Reid Greer Stevens   | 3e tour (1/8) Diane Evers     | Lele Forood R. Giscafré     | -                               | -                           |
| 1978  | n/a                           | n/a                         | -                         | -                        | 3e tour (1/8) Diane Evers     | B. J. King Navrátilová     | -                             | -                           | -                               | -                           |
| 1979  | n/a                           | n/a                         | -                         | -                        | 3e tour (1/8) Diane Evers     | Betty Stöve W. Turnbull    | 2e tour (1/16) Diane Evers    | B. J. King Navrátilová      | -                               | -                           |
| 1980  | n/a                           | n/a                         | -                         | -                        | 2e tour (1/16) Diane Evers    | Sue Barker Ann Kiyomura    | 1er tour (1/32) A. Buchanan   | R. Fairbank S. Margolin     | -                               | -                           |
| 1981  | n/a                           | n/a                         | -                         | -                        | 1er tour (1/32) Kim Jones     | C. Reynolds Paula Smith    | 2e tour (1/16) Lindsay Morse  | E. Little Y. Vermaak        | -                               | -                           |
| 1982  | n/a                           | n/a                         | -                         | -                        | -                             | -                          | 1er tour (1/32) Kim Jones     | Elise Burgin A. Moulton     | 2e tour (1/8) B. Jordan         | Navrátilová Pam Shriver     |
| 1983  | n/a                           | n/a                         | 3e tour (1/8) B. Jordan   | R. Fairbank C. Reynolds  | 3e tour (1/8) B. Jordan       | Rosie Casals W. Turnbull   | 2e tour (1/16) B. Jordan      | Sandy Collins Zina Garrison | 1er tour (1/16) A. M. Fernández | C. Monteiro Y. Vermaak      |
| 1984  | n/a                           | n/a                         | 2e tour (1/16) Kim Jones  | Sandy Collins A. Moulton | 2e tour (1/16) Beverly Mould  | S. Cherneva L. Savchenko   | 2e tour (1/16) Beverly Mould  | R. Fairbank C. Reynolds     | 2e tour (1/8) Virginia Wade     | Kohde-Kilsch Helena Suková  |
| 1985  | n/a                           | n/a                         | -                         | -                        | 1er tour (1/32) C. Reynolds   | C. Monteiro Y. Vermaak     | 2e tour (1/16) Henricksson    | K. Horvath V. Ruzici        | 1er tour (1/16) A. M. Fernández | Lisa Bonder Annabel Croft   |
| 1986  | n/a                           | n/a                         | -                         | -                        | 1er tour (1/32) C. Monteiro   | Chris Evert Anne White     | 1er tour (1/32) C. Monteiro   | Rosie Casals Kim Sands      | n/a                             | n/a                         |
| 1987  | 1er tour (1/16) C. Monteiro   | B. Gerken Terry Phelps      | 3e tour (1/8) C. Monteiro | B. Nagelsen E. Smylie    | 1er tour (1/32) C. Monteiro   | Jana Novotná C. Suire      | 2e tour (1/16) C. Monteiro    | Kohde-Kilsch Helena Suková  | n/a                             | n/a                         |
| 1988  | 1er tour (1/32) Anne Minter   | Robyn Lamb Jill Smoller     | -                         | -                        | 2e tour (1/16) B. Gerken      | L. Savchenko N. Zvereva    | 1er tour (1/32) Sandy Collins | Neige Dias J. Wiesner       | n/a                             | n/a                         |
| 1989  | 2e tour (1/16) K. Horvath     | Sylvia Hanika Kohde-Kilsch  | -                         | -                        | 1er tour (1/32) Alison Scott  | Nicole Provis Elna Reinach | 2e tour (1/16) Alison Scott   | Katrina Adams Zina Garrison | n/a                             | n/a                         |
| 1990  | -                             | -                           | -                         | -                        | 1er tour (1/32) M. Strandlund | N. Medvedeva Leila Meskhi  | -                             | -                           | n/a                             | n/a                         |
| 1991  | 1er tour (1/32) Monique Javer | Sandy Collins T. Whitlinger | -                         | -                        | -                             | -                          | -                             | -                           | n/a                             | n/a                         |

Sous le résultat, la partenaire ; à droite, l’ultime équipe adverse.

### En double mixte
| Année | Open d'Australie (janvier), | Open d'Australie (janvier), | Internationaux de France      | Internationaux de France | Wimbledon                     | Wimbledon                  | US Open                      | US Open                  | Open d'Australie (décembre), | Open d'Australie (décembre), |
| 1976  | n/a                         | n/a                         | -                             | -                        | 1er tour (1/32) John Geraghty | R. Whitehouse John Yuill   | -                            | -                        | n/a                          | n/a                          |
| 1979  | n/a                         | n/a                         | -                             | -                        | 2e tour (1/16) John Geraghty  | E. Goolagong John Newcombe | 1er tour (1/16) Charles Buzz | R. Richards Ilie Năstase | n/a                          | n/a                          |
| 1981  | n/a                         | n/a                         | -                             | -                        | 1er tour (1/32) S. Simon      | P. Teeguarden H. Günthardt | -                            | -                        | n/a                          | n/a                          |
| 1987  | -                           | -                           | 1er tour (1/32) B. Buffington | E. Derly A. Boetsch      | 2e tour (1/16) John Letts     | C. Porwik Laurie Warder    | -                            | -                        | n/a                          | n/a                          |
| 1989  | -                           | -                           | -                             | -                        | 1er tour (1/32) Peter Wright  | MJ Fernández David Wheaton | -                            | -                        | n/a                          | n/a                          |

Sous le résultat, le partenaire ; à droite, l’ultime équipe adverse.

## Parcours aux Masters

### En double dames
| # | Date       | Nom de l'édition                      | ($)     | Surface         | Résultat      | Partenaire     | Ultimes adversaires             | Score    |          |
| - | ---------- | ------------------------------------- | ------- | --------------- | ------------- | -------------- | ------------------------------- | -------- | -------- |
| 1 | 27/02/1984 | Virginia Slims Championships New York | 500 000 | Moquette (int.) | 1/4 de finale | Barbara Jordan | Martina Navrátilová Pam Shriver | 6-3, 6-0 | Parcours |

## Classements WTA en fin de saison

### En simple
| Année | 1983 | 1986 | 1987 | 1988 | 1989 | 1990 |
| Rang  | 78   | 176  | 162  | 151  | 210  | 608  |

Source : (en) « Classements de Lea Antonoplis », sur le site officiel du WTA Tour